# Большая Конокса
Большая Конокса — река в России, протекает по Архангельской области. Устье реки находится в 22 км от устья реки Пингиши по левому берегу. Длина реки составляет 30 км. Берёт начало из озера Святого на высоте 29,0 м.

## Данные водного реестра
По данным государственного водного реестра России относится к Двинско-Печорскому бассейновому округу, водохозяйственный участок реки — Северная Двина от впадения реки Вага и до устья, без реки Пинега, речной подбассейн реки — Северная Двина ниже места слияния Вычегды и Малой Северной Двины. Речной бассейн реки — Северная Двина.
Код объекта в государственном водном реестре — 03020300412103000033393.